# Esencia del Tiempo
Esencia del Tiempo (en ruso: Суть времени, romanizado: Suť vremeni) es un movimiento político nacionalista ruso fundado y dirigido por el politólogo, filósofo y director de teatro Sergei Kurginyan.

## Principios

Una bandera utilizada por los voluntarios de Esencia del Tiempo en la Guerra Ruso-Ucraniana

La ideología del movimiento es una mezcla de comunismo con elementos patrióticos rusos. Sus principios se explican en El manifiesto del movimiento "Esencia del Tiempo". El manifiesto afirma que la disolución de la Unión Soviética fue una tragedia y que el objetivo del movimiento es restituir la URSS en una forma mejor y más capaz.
Según Kurginyan, el Capitalismo es inherentemente incompatible con el patrimonio histórico y cultural ruso. Kurginyan afirma que, desde la caída de la URSS en 1991 "el capitalismo en Rusia no ha construido nada y lo ha destruido todo", pero que después de 20 años Rusia está empezando a "despertar".
El movimiento se basa en la filosofía moderna e incorpora las ideas de Karl Marx, Max Weber, Erich Fromm, Antonio Gramsci, Alexander Bogdanov, Viktor Frankl y otros. Uno de los principios fundamentales de la ideología del movimiento es la atribución de gran importancia al espíritu humano como categoría filosófica, que se considera directamente relacionada con la cuestión del ascenso de la humanidad. El proyecto suscribe la concepción de "ubermodernidad" (en ruso сверхмодерн, tr. sverkhmodern), que no debe confundirse con la posmodernidad, y sobre este principio espera construir un nuevo proyecto histórico para Rusia. El proyecto concibe un papel para Rusia en sacar al mundo de la crisis global del capitalismo, basándose en la experiencia del país de alternativas a la modernidad capitalista y la llamada posmodernidad.
El movimiento busca unir a las personas con puntos de vista políticos socialistas y comunistas, así como a aquellos con valores patrióticos y cristianos ortodoxos, con el objetivo de crear una síntesis espiritual. Uno de los objetivos principales del movimiento es un resurgimiento de la Unión Soviética sobre nuevos principios, teniendo en cuenta los errores del pasado (el proyecto se llama por eso URSS 2.0). El movimiento imagina un nuevo estado unido formado por naciones iguales donde la nación rusa desempeñe el papel de núcleo del estado. El objetivo final declarado del movimiento es dar vida a las mejores ideas del comunismo, un estado de ser en sociedad que prevé el despertar y el desarrollo de las capacidades creativas superiores de cada ser humano.

## Historia del movimiento

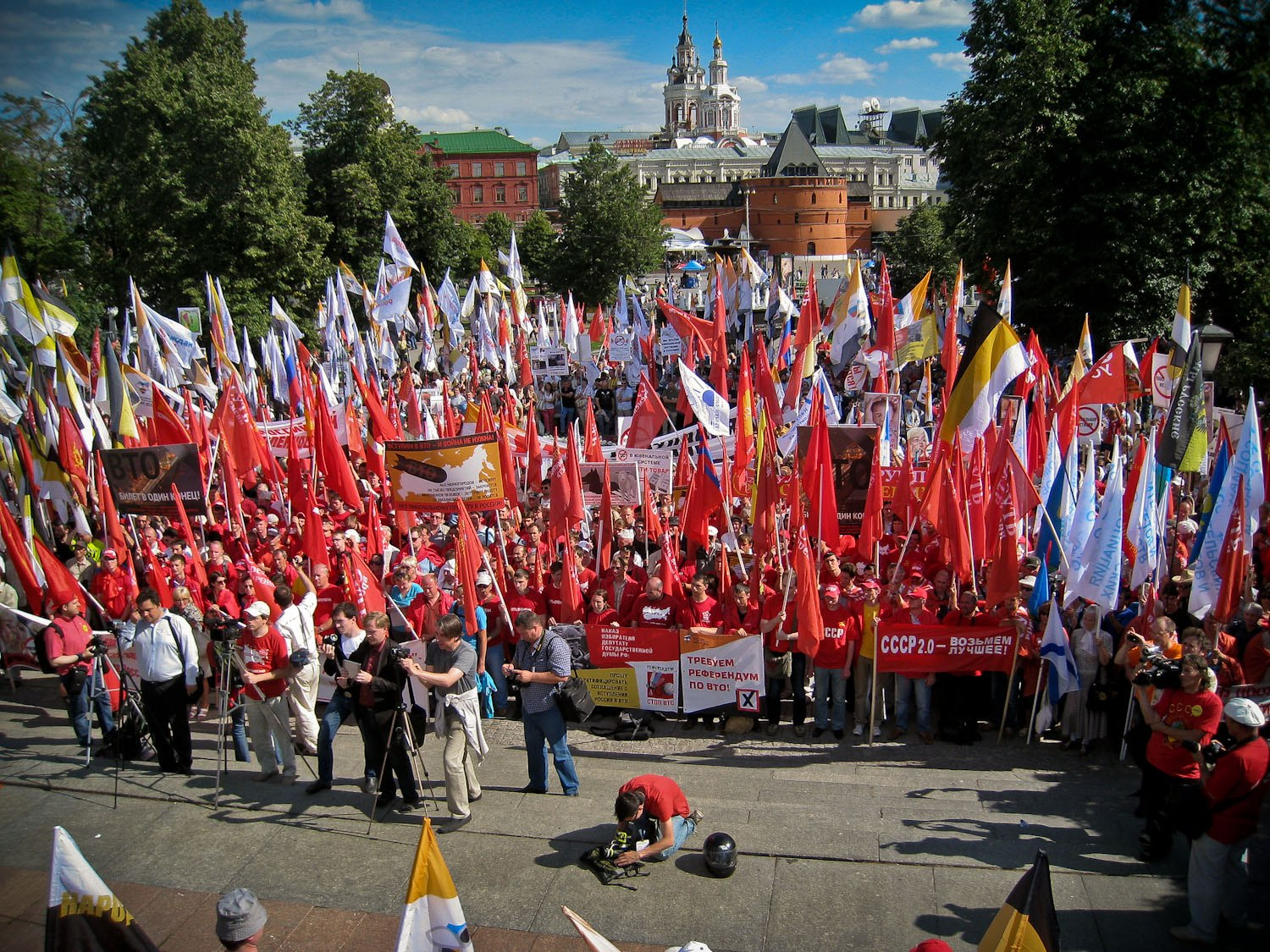
Protesta de coalición de la "oposición patriótica", que combina simbolismo nacionalista y comunista, 1 de julio de 2012

El 19 de julio de 2010, el programa "La Corte del Tiempo" comenzó a transmitirse a nivel nacional en el Quinto Canal de la televisión rusa. El tema del programa fue una discusión seria sobre acontecimientos históricos y personalidades en forma de audiencia. Los principales participantes fueron Leonid Mlechin y Sergei Kurginyan. El programa obtuvo cierta aclamación del público, en parte debido al tema, pero también porque a la audiencia del estudio y a los votantes por Internet y por teléfono se les pidió que votaran con qué bando estaban de acuerdo. Si bien Mlechin, que se adhiere a los valores políticos y económicos liberales, a menudo se ganó al público de los pequeños estudios, los votantes en línea y por teléfono siempre se alinearon decisivamente con Sergei Kurginyan (que oscilaba entre un mínimo del 72% y el 97%), quien defendió consistentemente el Postura soviética. La última emisión de este programa se realizó el 30 de diciembre de 2010.
Después de la conclusión de "La Corte del Tiempo", Sergei Kurginyan comenzó su propio programa web titulado "La Esencia del Tiempo", que, en formato de conferencia, expuso sus puntos de vista sobre las causas del colapso de la Unión Soviética, las perspectivas políticas, socioeconómicas y culturales. el desarrollo de Rusia y la situación política en el mundo y su relación con las dos cuestiones anteriores. Kurginyan señaló que concibió el programa como una oportunidad para continuar la discusión iniciada en el programa "La Corte del Tiempo", pero ahora entre un círculo de amigos. A partir de este programa web pronto se creó el club virtual "Esencia del Tiempo", que rápidamente reunió a entusiastas y creó secciones locales del club.
Al comentar sobre la ideología del partido y de Kurginyan, el Frente Laborista Ruso declaró que:

Ante nosotros tenemos un sincero patriota soviético, que defiende posiciones teóricas antimarxistas y, en consecuencia, anticientíficas. Y estas posiciones teóricas falsas anulan en gran medida todos sus esfuerzos por defender el pasado soviético y, en cierto sentido, juegan en contra de la causa por la que lucha.

El movimiento tiene una unidad militar que lucha en el lado prorruso en la guerra en la Guerra del Dombás.

## Participación en la reunión anti-naranja en la colina Poklonnaya
Junto con los partidarios del gobierno actual, "Esencia del Tiempo" se convirtió en uno de los principales organizadores de la reunión revolucionaria anti-naranja en la colina Poklonnaya el 4 de febrero de 2012. La víspera del encuentro, activistas con banderas y símbolos del movimiento participaron en piquetes cerca de las estaciones del metro de Moscú, repartieron folletos, hablaron sobre las actividades del movimiento y llamaron a los ciudadanos a participar en el encuentro. Según datos del Ministerio del Interior de Moscú, a la reunión asistieron unas 140.000 personas. La multa por exceder el número de participantes en la reunión la pagó Vladímir Putin.

## Libros

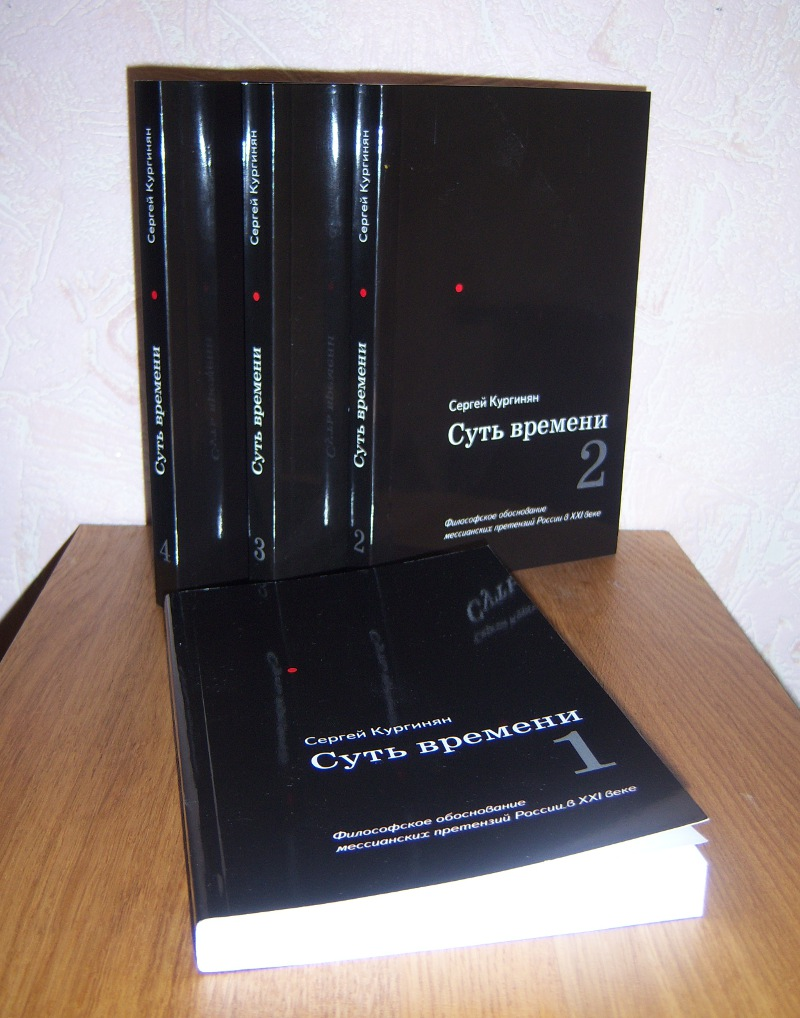
Copias de Esencia del Tiempo: Justificación filosófica de las afirmaciones mesiánicas de Rusia en el siglo XXI

En mayo de 2012, Kurginyan publicó el libro La esencia del tiempo: justificación filosófica de las afirmaciones mesiánicas de Rusia en el siglo XXI. El libro, que consta de cuatro volúmenes, consta de los textos del programa web en línea "Esencia del tiempo" y los diagramas explicativos que los acompañan.